# ژاکلین د رومیلی
ژاکلین د رومیلی (انگلیسی: Jacqueline de Romilly; ۲۶ مارس ۱۹۱۳ – ۱۸ دسامبر ۲۰۱۰) مقاله‌نویس، مترجم، و تاریخ‌نگار اهل فرانسه بود.
وی همچنین برندهٔ جوایزی همچون لژیون دونور (افسر بزرگ)، لژیون دونور (صلیب بزرگ)، و لژیون دونور (فرمانده) شده‌است.